# Норт-Гросвенор-Дейл (Коннектикут)
Норт-Гросвенор-Дейл (англ. North Grosvenor Dale) — переписна місцевість (CDP) в США, в окрузі Віндем штату Коннектикут. 